# Richard Rogers
Richard George Roberts, Baró Rogers de Riverside CH (Florència, 23 de juliol de 1933 - Londres, 18 de desembre de 2021), fou un arquitecte italià nacionalitzat britànic.

## Biografia
Richard Rogers va estudiar a la Architectural Association de Londres. Posteriorment es graduaria a la Universitat Yale el 1962, on va conèixer Norman Foster, amb qui s'associaria a la seva tornada a Londres.
Allí van formar el Team 4, al costat de les seves respectives esposes Su Rogers i Wendy Cheesman. Els seus dissenys d'alta tecnologia aviat els van atorgar gran reputació.
El 1967 el grup se separaria. Rogers es va associar llavors amb l'italià Renzo Piano, amb qui construiria el famós i polèmic Centre Georges Pompidou el 1971. en aquest edifici, l'estructura i les instal·lacions discorrien per l'exterior, deixant completament diàfans els espais interiors. Fou el director d'arquitectura i urbanisme del Greater London Authority i milità activament al partit laborista britànic.

## Projectes

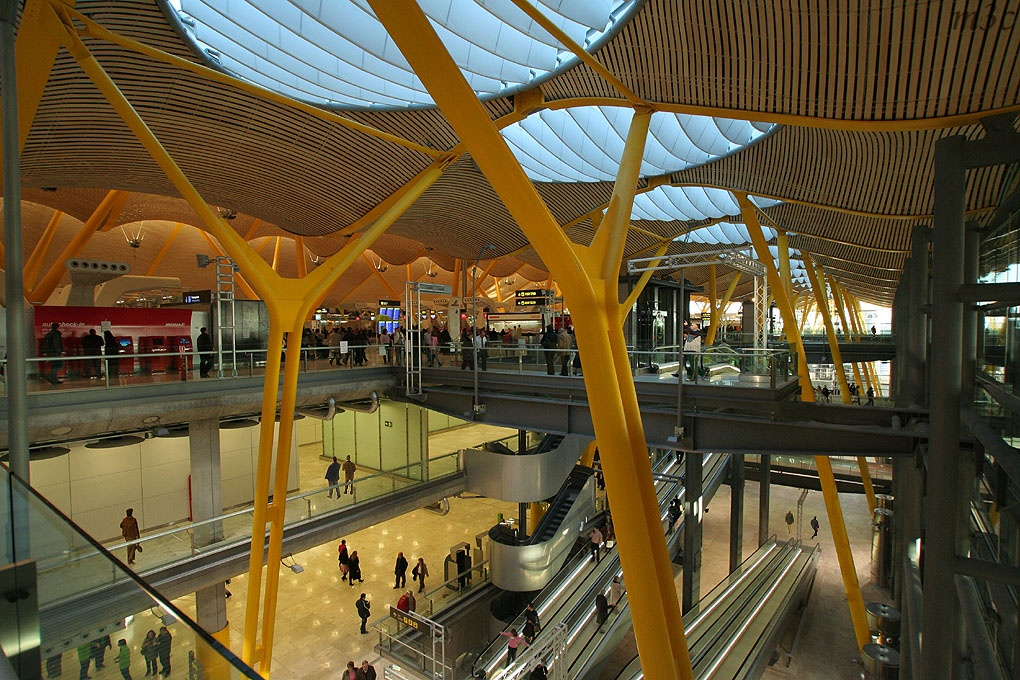
Terminal 4 de l'aeroport de Barajas

- Campus de Ciències de la Universitat Yale, New Haven, Estats Units (no construït), 1961
- Casa Refugi a Pill Creek, Feock, Regne Unit, 1963
- Fàbrica de Components electrònics Reliance Controls, Swindon, Regne Unit, 1967
- La Casa Rogers (Wimbledon), 1967
- Pavelló italià en l'exposició universal d'Osaka, 1970
- Centre comercial de Fitzroy street, 1970
- Centre Georges Pompidou (París), 1971-77
- Oficines B&B, Como (ciutat d'Itàlia), 1972-73
- Centre PATS (Cambridge), 1975
- Institut d'investigació i coordinació acústica de Pierre Boulez, 1977
- Edifici Lloyd's (Londres), 1979-86
- Cort Europea de Drets Humans (Estrasburg),1989-95
- Terminal 5. Aeroport de Heathrow (Londres), 1989-2008
- Seu del Channel Four (Londres), 1991
- Tribunal de Bordeus (França), 1992-98
- 88 Wood Street (Londres), 1993-2001
- Millennium Dome (Londres), 1999
- Centre Cultural i de Congressos de Sabadell, 2002 (no construït)
- Courts of Law Anvers (Bèlgica), 2005
- Edificis de la Terminal 4 de l'Aeroport de Barajas, (Madrid), 2005
- Assemblea Nacional de Gal·les (Cardiff), 2006
- Hotel Hesperia Tower (Barcelona), 2006
- Remodelació de l'antiga plaça de toros Las Arenas (Barcelona), 2009
- 122 Leadenhall (finalització esperada el 2010)

## Premis
- Premi Pritzker d'arquitectura, 2007
- Praemium Imperiale d'arquitectura, 2000